# 索县黄堇
索县黄堇（学名：Corydalis stramineoides）为罂粟科紫堇属下的一个种。

## 扩展阅读
- 維基物種上的相關：索县黄堇